# جوردان بويري
جوردان بويري (بالإنجليزية: Jordan Bowery)‏ (2 يوليو 1991 بنوتنغهام في المملكة المتحدة - ) هو لاعب كرة قدم بريطاني في مركز الهجوم. لعب مع أستون فيلا وأكسفورد يونايتد وبرادفورد سيتي ونادي دونكاستر روفرز ونادي روذرهام يونايتد ونادي بارو ونادي تشيسترفيلد.

## وصلات خارجية
- جوردان بويري على موقع قاعدة بيانات كرة القدم.إي يو (الإنجليزية)
- جوردان بويري على موقع Soccerbase.com (لاعب) (الإنجليزية)
- جوردان بويري على موقع Soccerway.com (الإنجليزية)
- جوردان بويري على موقع عالم كرة القدم.نت (الإنجليزية)
- جوردان بويري على موقع AS.com (الإسبانية)